# Тушебин
Туше́бин — село в Україні, у Млинівській селищній громаді Дубенського району Рівненської області. Населення становить 244 осіб.

## Географія
Селом протікає річка Козин.

## Історія
У 1906 році село Малинської волості Дубенського повіту Волинської губернії. Відстань від повітового міста 23 верст, від волості 18. Дворів 76, мешканців 458.
7 (20) листопада 1917 року, відповідно до Третього Універсалу Української Центральної Ради, увійшло до складу Української Народної Республіки.
До 2016 у складі Пітушківської сільської ради. 
Від 2016  у складі Млинівської селищної громади. 
12 червня 2020 року, відповідно до розпорядження Кабінету Міністрів України № 722-р від «Про визначення адміністративних центрів та затвердження територій територіальних громад Рівненської області», увійшло до складу Млинівської селищної громади. 
19 липня 2020 року, в результаті адміністративно-територіальної реформи та ліквідації Млинівського району, село увійшло до складу Дубенського району.